# Álarcos sivatagifogoly
Az álarcos sivatagifogoly (Ammoperdix griseogularis) a madarak osztályának tyúkalakúak (Galliformes) rendjébe a fácánfélék (Phasianidae) családjába és a fogolyformák (Perdicinae) alcsaládjába tartozó faj.

## Előfordulása
Afganisztán, Azerbajdzsán, India, Irán, Irak, Kazahsztán, Pakisztán, Szíria, Tádzsikisztán, Törökország, Türkmenisztán és Üzbegisztán területén honos. A természetes élőhelye sziklás hegyek, mérsékelt övi félsivatagok és nyílt bokrosok. Ragaszkodik a víz közelségéhez.

## Megjelenése
Testhossza 22-25 centiméter, testtömege 180-240 gramm.

## Életmódja
Főleg magvakkal táplálkozik, de rovarokat is fogyaszt.

## Szaporodása
Fészekalja 8-12 tojásból áll, melyen csak a tojó kotlik 21 napig.